# Shelburne Falls
Shelburne Falls é um lugar designado pelo censo localizado no condado de Franklin no estado estadounidense de Massachusetts. No Censo de 2010 tinha uma população de 1.731 habitantes e uma densidade populacional de 255,29 pessoas por km².

## Geografia
Shelburne Falls encontra-se localizado nas coordenadas 42° 36′ 34″ N, 72° 44′ 49″ O. Segundo a Departamento do Censo dos Estados Unidos, Shelburne Falls tem uma superfície total de 6.78 km², da qual 6.57 km² correspondem a terra firme e (3.13%) 0.21 km² é água.

## Demografia
Segundo o censo de 2010, tinha 1.731 pessoas residindo em Shelburne Falls. A densidade populacional era de 255,29 hab./km². Dos 1.731 habitantes, Shelburne Falls estava composto pelo 95.44% brancos, o 0.35% eram afroamericanos, o 0.17% eram amerindios, o 1.56% eram asiáticos, o 0% eram insulares do Pacífico, o 0.17% eram de outras raças e o 2.31% pertenciam a duas ou mais raças. Do total da população o 1.44% eram hispanos ou latinos de qualquer raça.